# Komitet Drobnej Wytwórczości
Komitet Drobnej Wytwórczości – kolegialny naczelny organ administracji państwowej działający w Polsce w latach 1958–1972, mający na celu sprawowanie nadzoru nad sferą usług i wytwórczości realizowaną przez przemysł terenowy, organizacje spółdzielcze i rzemieślników. Przewodniczący Komitetu był członkiem Rady Ministrów, zaś urząd powołany do obsługi Komitetu posiadał rangę ministerstwa.

## Ustanowienie Komitetu
Komitet został utworzony na mocy ustawy z 2 lipca 1958 r. w miejsce zniesionego urzędu Ministra Przemysłu Drobnego i Rzemiosła. Ustanowienie Komitetu miało na celu stworzenie odpowiednich warunków dla rozwoju drobnej wytwórczości, oraz realizacji zadań i uprawnień rad narodowych w tej dziedzinie oraz zapewnienia koordynacji i współdziałania różnych dziedzin drobnej wytwórczości i usług przez organ oparty na zasadzie przedstawicielstwa rad narodowych, organizacji spółdzielczych, rzemieślniczych i innych drobnych wytwórców.

## Zadania Komitetu
Zadaniem Komitetu było zapewnienie prawidłowego rozwoju i współdziałania różnych dziedzin drobnej wytwórczości i usług, a w szczególności państwowego przemysłu terenowego, spółdzielczości, rzemiosła indywidualnego, przemysłu prywatnego, przemysłu ludowego i domowego, chałupnictwa oraz innych drobnych wytwórców.
Do zakresu działania Komitetu należały w szczególności sprawy:
- opracowywania w ramach ogólnej polityki gospodarczej Państwa zasad prawidłowego rozwoju poszczególnych grup drobnej wytwórczości w określonych gałęziach przemysłu i usług,
- środków i warunków ekonomicznych sprzyjających rozwojowi drobnej wytwórczości, zwłaszcza w dziedzinie finansowania i kredytów, kształtowania cen, stosunków pracy i płacy,
- przygotowywania wniosków w zakresie podstawowych zadań drobnej wytwórczości, obejmowanych narodowymi planami gospodarczymi,
- koordynacji zamierzeń inwestycyjnych i programów produkcyjnych drobnej wytwórczości,
- zaopatrzenia drobnej wytwórczości w surowce, materiały pomocnicze, maszyny i urządzenia,
- organizacji pomocy w dziedzinie postępu technicznego i podnoszenia poziomu produkcji drobnej wytwórczości.

Ponadto do zakresu działania Komitetu należało:
- wykonywanie funkcji naczelnego organu administracji państwowej w stosunku do drobnej wytwórczości w dziedzinie administracji przemysłowej i w innych przypadkach określonych ustawami,
- nadzór nad właściwymi organami administracji prezydiów rad narodowych w zakresie ustalonym ustawą o radach narodowych.

## Skład Komitetu
W skład Komitetu wchodzili: przewodniczący, zastępcy przewodniczącego, sekretarz, przedstawiciele prezydiów wojewódzkich rad narodowych i miast wyłączonych z województw, przedstawiciele centralnych organizacji spółdzielczych oraz naczelnych organizacji rzemiosła i innych drobnych wytwórców.

## Organy Komitetu
Organami Komitetu były:
- prezydium,
- przewodniczący.

W skład prezydium Komitetu wchodzili: przewodniczący, zastępcy przewodniczącego i sekretarz Komitetu oraz członkowie prezydium.
Przewodniczący Komitetu powoływany był na wniosek Prezesa Rady Ministrów i wchodził w skład Rady Ministrów. Z kolei zastępców przewodniczącego i sekretarza Komitetu powoływał Prezes Rady Ministrów na wniosek Przewodniczącego Komitetu. Pozostałych członków prezydium Komitetu powoływał Komitet, których powołanie wymagało zatwierdzenia przez Prezesa Rady Ministrów.

## Zakres i tryb działania Komitetu z 1959 r.
Zgodnie z rozporządzeniem Rady Ministrów z 6 października 1959 r. do szczegółowego zakresu działania Komitetu należało:
- analiza rozwoju gospodarczego drobnej wytwórczości oraz organizowanie i prowadzenie badań w tym zakresie,
- przedstawianie Radzie Ministrów i innym naczelnym organom administracji państwowej wniosków oraz udzielanie pomocy organizacjom,
- ocena projektów planów gospodarczych państwowego przemysłu terenowego,
- opiniowanie i ocena kierunków działalności produkcyjnej i usługowej prowadzonej przez organizacje społeczne,
- koordynowanie programów inwestycyjnych oraz ocena celowości ważniejszych zamierzeń inwestycyjnych,
- współdziałanie przy ustalaniu trybu i metod opracowywaniu terenowych planów gospodarczych,
- opiniowanie zasad systemów finansowych i organizacji rachunkowości, zasad opodatkowania oraz polityki kredytowej,
- ustalanie kierunków produkcji eksportowej,
- koordynacja akcji wystaw i targów,
- udzielanie pomocy w dziedzinie współpracy naukowo-technicznej z zagranicą oraz upowszechnianie doświadczeń z tej współpracy,
- wydawanie przepisów o nauce zawodu, przyuczenia do pracy, opiniowanie kierunków szkolenia w szkołach zawodowych i na kursach kształcących.

## Zniesienie Komitetu
Komitet Drobnej Wytwórczości został zniesiony na mocy ustawy z 29 marca 1972 r., sprawy należące dotychczas do jego właściwości przeszły do zakresu działania nowo utworzonego urzędu Ministra Handlu Wewnętrznego i Usług.

## Przewodniczący Komitetu
- Adam Żebrowski (30 lipca 1958 r. – 18 maja 1961 r.)
- Włodzimierz Lechowicz (15 lipca 1961 r. – 30 czerwca 1970 r.)
- Jerzy Kusiak (30 czerwca 1970 r. – 29 marca 1972 r.)